# Кошкино (Татарстан)
Кошкино (тат. Күкшел) — село, административный центр Кошкинского сельского поселения Кукморского района Республики Татарстан.

## География
Село расположено на реке Бурец, в 22 км к северу от города Кукмора.
Находится на высоте 119 м над уровнем моря близ реки Бурец.

## История
Известно с 1678 года.
В XVIII — первой половине XIX века жители относились к сословию государственных крестьян. Их основные занятия в этот период — земледелие и скотоводство, были распространены валяльный и слесарный промыслы, жители работали также на кумачной фабрике в селе Маскара.
В 1792 году купец первой гильдии Абдулла Утямышев основал в селе первый на территории Кукморского района поташный завод, который ежегодно вырабатывал 100 пудов поташа.
В «Списке населенных мест по сведениям 1859—1873 годов», изданном в 1876 году, населённый пункт упомянут дважды как казённые деревни Кошкино 2-го стана Малмыжского уезда Вятской губернии. Располагались при речке Бурце и ключе Кошкине, на Елабужском почтовом тракте, в 30 верстах от уездного города Малмыжа и в 24 верстах от становой квартиры в казённом селе Поляны (Вятские Поляны). В первой деревне, в 86 дворах жили 571 человек (274 мужчины и 297 женщин), была мечеть, во второй деревне, в 41 дворе жили 273 человека (135 мужчин и 138 женщин).
В конце XIX века земельный надел сельской общины составлял 1735,6 десятин.
До 1920 года село входило в Кошкинскую волость Малмыжского уезда Вятской губернии. С 1920 года в составе Арского кантона ТАССР. С 10 августа 1930 года в Кукморском, с 1 февраля 1963 года в Сабинском, с 12 января 1965 года в Кукморском районах.
В 1931 году в селе был организован колхоз, с 1993 года село в составе коллективного сельскохозяйственного предприятия «Чулпан», с 2003 — сельскохозяйственного производственного кооператива «Чулпан», с 2005 — обществ с ограниченной ответственностью.

## Население
| 1859 | 1905 | 1920 | 1926 | 1938 | 1949 | 1958 | 1970 | 1979 | 1989 | 2002 | 2010 | 2017 |
| ---- | ---- | ---- | ---- | ---- | ---- | ---- | ---- | ---- | ---- | ---- | ---- | ---- |
| 844  | 1202 | 1261 | 1252 | 1112 | 887  | 871  | 928  | 954  | 835  | 904  | 876  | 879  |

### Национальный состав
Национальный состав
Согласно результатам переписи 2002 года, в национальной структуре населения села татары составляли 100%.

## Экономика
Сельское хозяйство со специализацией на полеводстве и молочном скотоводстве.
В селе работают комбикормовый завод, фермерские хозяйства.

## Инфраструктура
Действуют детский сад (с 1969 г.), дом культуры (с 1967 г.), библиотека (с 1967 г.), фельдшерско-акушерский пункт (с 2015 г.).

## Религия
Мечеть (с 2016 г.).